# Furia en la isla
Furia en la isla es una película de Argentina filmada en Eastmancolor dirigida por Oscar Cabeillou según el guion de Juan Bautista Maggipinto que se estrenó el 30 de noviembre de 1978 y que tuvo como actores principales a Libertad Leblanc, Enzo Viena, Zelmar Gueñol y Luis Medina Castro.
La coreografía estuvo a cargo de Víctor Ferrari y el filme tuvo los títulos alternativos de Violencia en las islas y Una mujer con sol.
Fue filmada en el delta del Paraná,en Tigre.

## Sinopsis
Una hermosa mujer que vive sola en una isla es constantemente asediada por los hombres.

## Reparto
- Libertad Leblanc … Lily
- Enzo Viena … Marcelo
- Zelmar Gueñol … Ambrosio
- Luis Medina Castro … Pocho
- Miguel Paparelli … Tomás
- Rey Charol … Cantor
- Diana Kisler … Tonina
- Rogelio Romano
- María José Lefer
- Nino Udine
- Liliana Cevasco
- Jesús Pampín … Mario
- Jaime Saslavsky
- Juan Buryúa Rey … Juan
- Aldo Mayo … Eleodoro
- Michel Belmondo
- Víctor Catalano
- Mario Casado
- Mario Savino … Don Clemente
- Carlos Alberto Usay
- Ricardo Jordán … Paco
- Juan Quetglas … Policía
- Matilde Mur … Mujer en pajonal
- Enrique Vargas
- Eithel Bianco
- Aldo Ferreti
- Liliana Varese
- Juan Carlos Alegre
- Eduardo Latino
- Néstor Salum

## Comentarios
La Opinión escribió:

«No se le puede negar el honor de que figure en una hipotética lista de los diez peores (filmes argentinos). Los créditos no indican el nombre del escenógrafo, si lo hubo, la profusión de flores de plástico y la decoración de la casa de los malos, así como los distintos ambientes, obedecen al más riguroso Berazategui look .»

La Nación opinó:

«la dirección es descuidada, casi elemental, con un montaje abrupto.»

Manrupe y Portela escriben:

«Vehículo bizarro bastante sangriento y muy risible para mostrar a Libertad Leblanc. Con actuaciones mecánicas y una música horrenda. Un buen ejemplo del llamado cine “psicotrónico” de esos que hay que ver para creer… La edición en video contiene escenas de sexo, excluidas cuando el estreno en salas.»